# Rozkład wielomianowy
Rozkład wielomianowy – rozkład prawdopodobieństwa będący uogólnieniem rozkładu dwumianowego. Opisuje on na przykład prawdopodobieństwo uzyskania danej kombinacji wyników w n rzutach kostką o k ścianach. W przypadku n niezależnych prób, z których każda prowadzi z ustalonym prawdopodobieństwem do sukcesu w dokładnie jednej z k kategorii, rozkład wielomianowy podaje prawdopodobieństwo określonej kombinacji liczby sukcesów dla różnych kategorii. 
Gdy k wynosi 2, a n wynosi 1, rozkład wielomianowy jest rozkładem zero-jedynkowym. Gdy k wynosi 2, a n jest większe niż 1, jest to rozkład dwumianowy. Gdy k jest większe niż 2, a n wynosi 1, jest to rozkład wielopunktowy („multinoulli”).
Generalnie kategorie w rozkładzie wielomianowym nie muszą być uporządkowane (mogą być na skali nominalnej), w związku z tym indeksy {\displaystyle 1,\dots ,k} są nadawane arbitralnie. Jeżeli kategorie są uporządkowane, rozkład takiej zmiennej nazywamy rozkładem wielomianowym porządkowym. 

## Przykład
Załóżmy, że w wyborach prezydenckich w dużym kraju było trzech kandydatów. kandydat A otrzymał 20% głosów, kandydat B otrzymał 30% głosów, a kandydat C otrzymał 50% głosów. Jeżeli losowo wybranych zostanie sześciu wyborców, jakie jest prawdopodobieństwo, że w próbie znajdzie się dokładnie jeden zwolennik kandydata A, dwóch zwolenników kandydata B i trzech zwolenników kandydata C?
Uwaga: Ponieważ zakładamy, że populacja głosująca jest duża, rozsądne i dopuszczalne jest myślenie o prawdopodobieństwach jako niezmiennych po wybraniu wyborcy do próby. Technicznie rzecz biorąc, jest to próbkowanie bez zwracania, więc prawidłowy byłby w tym przypadku wielowymiarowy rozkład hipergeometryczny, ale rozkłady zbiegają się w miarę wzrostu populacji w porównaniu do ustalonej wielkości próby.
{\displaystyle \mathbb {P} (A=1,B=2,C=3)={\frac {6!}{1!2!3!}}(0.2^{1})(0.3^{2})(0.5^{3})=0.135}